# КК Париз
КК Париз (фр. Paris Basketball) француски је кошаркашки клуб из Париза. Тренутно се такмичи у Про А лиги Француске и у Евролиги.
Клуб је основан 2018. године. Своје утакмице клуб игра у Адидас арени у Паризу, капацитета 8.000 гледалаца. У сезони 2023/24. су освојили Еврокуп.

## Успеси

### Национални
- Првенство Француске

Првак (1): 2024/25.
Други (1): 2023/24.
- Куп Француске

Победник (1): 2024/25.
- Куп лидера

Победник (1): 2023/24.
- ЛНБ Про Б

Други (1): 2020/21.

### Међународни
- Еврокуп:
  - Победник (1): 2023/24.